# Saint-Lactencin
Saint-Lactencin è un comune francese di 412 abitanti situato nel dipartimento dell'Indre nella regione del Centro-Valle della Loira.

## Società

### Evoluzione demografica
Abitanti censiti